# Muon
In het standaardmodel van de deeltjesfysica is het muon in de tweede generatie het equivalent van het elektron in de eerste. Beide behoren ze tot de familie van fermionen die leptonen worden genoemd. Een muon heeft 207 keer de massa van het elektron (105,66 MeV/c²) en een spin van ½. Een muon wordt aangeduid met μ− en een anti-muon met μ+.

## Geschiedenis en naamgeving
In 1934 realiseerde Yukawa zich dat de sterke kracht die de protonen en neutronen in atoomkernen bij elkaar houdt, kon worden gemodelleerd als een gevolg van de uitwisseling van massieve bosonen tussen de kerndeeltjes. In 1934 waren er nog geen deeltjesversnellers die deze bosonen zouden kunnen produceren en de beste kans om er een te vinden was in hoogenergetische kosmische straling.
In 1936 ontdekte Carl David Anderson, toen hij met behulp van een nevelvat kosmische straling bestudeerde, het muon. Anderson merkte op dat in zijn nevelvat sporen te zien waren die sterker gekromd waren dan die van protonen, maar minder sterk dan die van elektronen. Hij trok de conclusie dat het om sporen van een "nieuw" deeltje moest gaan. Ervan uitgaande dat de elektrische lading van het deeltje gelijk was aan die van het elektron volgde eveneens dat de massa van het nieuwe deeltje tussen die van het proton en die van het elektron moest liggen. Anderson noemde het deeltje daarom in eerste instantie mesotron.
Het werd echter al snel duidelijk dat het mesotron niet het door Yukawa gezochte boson kon zijn; het drong onder andere veel dieper door in allerlei stoffen (waaronder lucht) dan het theoretisch voorspelde boson (in feite is het muon dan ook geen boson, maar een fermion). Te midden van de bekende bouwstenen van de materie die op aarde voorkwamen leek het muon in eerste instantie geen natuurlijke plaats te hebben in de deeltjesfysica. Dit gaf Isidor Rabi (Nobelprijs voor de Natuurkunde in 1944) aanleiding tot zijn veel geciteerde uitspraak "Who ordered that?" Het duurde nog tot 1947 tot de door Yukawa voorspelde deeltjes werden gevonden, en wel door Cecil Powell van de universiteit van Bristol. Deze worden nu pionen genoemd.
In de decennia na de ontdekking van het muon werden nog veel meer deeltjes met massa's tussen die van het elektron en die van het proton ontdekt en de naam meson werd ingevoerd als aanduiding voor al dit soort deeltjes. Het mesotron werd hernoemd tot mu-meson. Intussen heeft de term meson nog een betekenisverschuiving doorgemaakt; een meson is nu een deeltje dat is opgebouwd uit een quark en een anti-quark. Het muon is in deze zin geen meson meer (het is een lepton), maar desondanks kom je de oude benaming nog weleens tegen.

## Muonverval

Het algemene verval van het muon

Doordat het muon tweehonderd keer zo zwaar is als het elektron is het niet stabiel, het heeft een vervaltijd (gemiddelde levensduur) van 2,2 μs. In 1950 toonden Bruno Pontecorvo en Ted Hincks van de Chalk River Laboratories aan dat bij het verval van een muon een elektron en twee neutrino's worden uitgezonden:
{\displaystyle \mu ^{-}\to e^{-}+\nu +{\bar {\nu }}}
{\displaystyle \mu ^{+}\to e^{+}+\nu +{\bar {\nu }}}
Deze reactie leverde een probleem op want als er een neutrino en een anti-neutrino ontstaan, dan zou men verwachten dat deze elkaar direct annihileren tot een foton. Later toonden Melvin Schwartz, Leon Lederman en Jack Steinberger aan dat er ten minste twee soorten neutrino's bestaan, namelijk elektron-neutrino's νe en muon-neutrino's νμ. De door Pontecorvo en Hincks gevonden reacties moeten dus geschreven worden als:
{\displaystyle \mu ^{-}\to e^{-}+{\bar {\nu }}_{e}+\nu _{\mu }}
{\displaystyle \mu ^{+}\to e^{+}+\nu _{e}+{\bar {\nu }}_{\mu }}